# Science Fiction Cirklen
Science Fiction Cirklen, i daglig tale SFC, blev dannet af frivillige som medlemsforening i 1974 og afholdt efterfølgende Danmarks første sf-festival (foranstaltet af superfansne i butikken Fantask).

## Formål
Science Fiction Cirklen har til erklæret formål at udbrede interessen for science fiction i Danmark, primært bøger, men også film, tegneserier og andre kunstneriske udtryk med fokus på science fiction og det fantastiske bliver behandlet i foreningen.
Science Fiction Cirklen står den dag endnu meget ene som bolværk mod den totale, danske litterære eradikering af science fiction-begrebet. Årsagerne hertil er mange. Men faktum er, at genrebetegnelsen "science fiction" nyder langt større respekt som forestillingsmekanisme, dramagreb og meget omsiggribende genre i mange lande uden for Danmark, ikke mindst i den engelsktalende verden.

## Historie
[hvem byder ind?]

## Festivaler
[fuld festivalliste, gerne med hoveddeltagernavne, savnes]

## Udgivelser
[Nedenstående listning er kun påbegyndt. Det historiske mangler.]

### SFC
Science Fiction Cirklens forlag, SFC, udgiver bøger af både nulevende og afdøde danske og udenlandske science fiction-forfattere.

### Novum
Science Fiction Cirklens medlemsblad, Novum, udkommer] 4 gange om året.

### Proxima
Science Fiction Cirklens flagskib er et rent genreblad, der er udkommet siden foreningens begyndelse i 1974, og i foråret 2017 er ved #102.

### Cirkel Serien
Cirkel Serien er en hæfteserie med individuelle forfattere. 51 bind frem til år 2000. Gået ind.

### Nye Verdener
Nye Verdener er et novellemagasin, der udkom i 18 bind mellem slut-80'erne og beg-90'erne.